# Moratoria de la ONU de la pena de muerte
A instancias de Italia, la Unión Europea presentó la moratoria de la ONU sobre la resolución de la pena de muerte en asociación con ocho Estados miembros coautores ante la Asamblea General de las Naciones Unidas, y pidió la suspensión general (no la abolición) de la pena capital en todo el mundo. La moratoria fue afirmada dos veces: primero, el 15 de noviembre de 2007 por la Tercera Comisión, y luego reafirmada el 18 de diciembre por la resolución 62/149 de la Asamblea General de las Naciones Unidas. Nueva Zelanda desempeñó un papel central al facilitar el acuerdo entre el grupo de coautores y otros partidarios.
Hace un llamamiento a los Estados que mantienen la pena de muerte para que establezcan una moratoria sobre el uso de la pena de muerte con miras a la abolición y, mientras tanto, restringir el número de delitos que castiga y respetar los derechos de los condenados a muerte. También hace un llamado a los Estados que han abolido la pena de muerte para que no la reintroduzcan. Como todas las resoluciones de la Asamblea General, no es vinculante para ningún estado.
El 18 de diciembre de 2007, la Asamblea General de las Naciones Unidas votó 104 a 54 a favor de la resolución A/RES/62/149, que proclama una moratoria global de la pena de muerte, con 29 abstenciones (así como 5 ausentes en el momento de la votar). Italia había propuesto y apoyado esta resolución. Después de la aprobación de la resolución, el ministro de Relaciones Exteriores italiano, Massimo D'Alema, declaró: "Ahora debemos comenzar a trabajar en la abolición de la pena de muerte".
El 18 de diciembre de 2008, la Asamblea General adoptó otra resolución (A/RES/63/168) reafirmando su llamada anterior a una moratoria global sobre la pena capital 106 a 46 (con 34 abstenciones y otras 6 ausencias al momento de la votación) . Trabajando en asociación con la UE, Nueva Zelanda y México fueron coautores del proyecto de texto que se desarrolló durante un período de seis meses, que Chile luego presentó a la Asamblea General de la ONU en nombre de los copatrocinadores.
El 21 de diciembre de 2010, la 65.ª Asamblea General aprobó una tercera resolución (A/RES/65/206) con 109 países a favor, 41 en contra y 35 abstenciones (otros 7 países estaban ausentes en el momento de la votación).
El 20 de diciembre de 2012, la 67.ª Asamblea General aprobó una cuarta resolución (A/RES/67/176) con 111 países que votaron a favor, 41 en contra y 34 abstenciones (otros siete países estuvieron ausentes).
El 18 de diciembre de 2014, la 69.ª Asamblea General aprobó una quinta resolución (A/RES/69/186) con 117 países votando a favor, 38 en contra y 34 abstenciones (otros cuatro países estuvieron ausentes).
El 19 de diciembre de 2016, la 71a Asamblea General aprobó una sexta resolución (A/RES/71/187) con 117 países que votaron a favor, 40 en contra y 31 abstenciones (otros cinco países estuvieron ausentes).

Resultado del voto de la Asamblea General
A favor (106)
En contra (46)
Abstención (34)

## La campaña internacional

### Manos fuera Caín

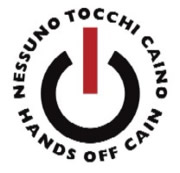
Logotipo de la organización "Nessuno tocchi Caino/Hands Off Cain" (hace referencia a Caín).

La campaña de la moratoria de la ONU fue lanzada en Italia por la asociación Nessuno Tocchi Caino/Hands Off Cain, afiliada al Partido Radical Transnacional. La asociación contra la pena de muerte y la tortura fue fundada en Roma en 1993 por el ex terrorista de izquierda y ahora político no violento y activista de derechos humanos Sergio D'Elia, con su primera mujer Mariateresa Di Lascia y los líderes liberales de los radicales italianos Marco Pannella y Emma Bonino (ex comisaria europea).

### Precedentes
En 1994, el gobierno italiano presentó por primera vez una resolución para una moratoria en la Asamblea General de las Naciones Unidas (AGNU). Perdió por ocho votos. Desde 1997, a través de la iniciativa de Italia, y desde 1999 a través del esfuerzo de la UE, la Comisión de Derechos Humanos de las Naciones Unidas (CDHNU/UNCHR) ha ido aprobando una resolución que pide una moratoria de las ejecuciones con miras a abolir por completo la pena de muerte, todos los años. La votación de 2007 en la Tercera Comisión de la Asamblea General de las Naciones Unidas vio una intensa actividad diplomática a favor de la moratoria de los países de la UE y del propio Partido Radical No Violento; la católica Comunidad de Sant'Egidio unió fuerzas presentando a la ONU una apelación y 5.000.000 de firmas pidiendo que se aprobase la moratoria.